# Ksar Haddada

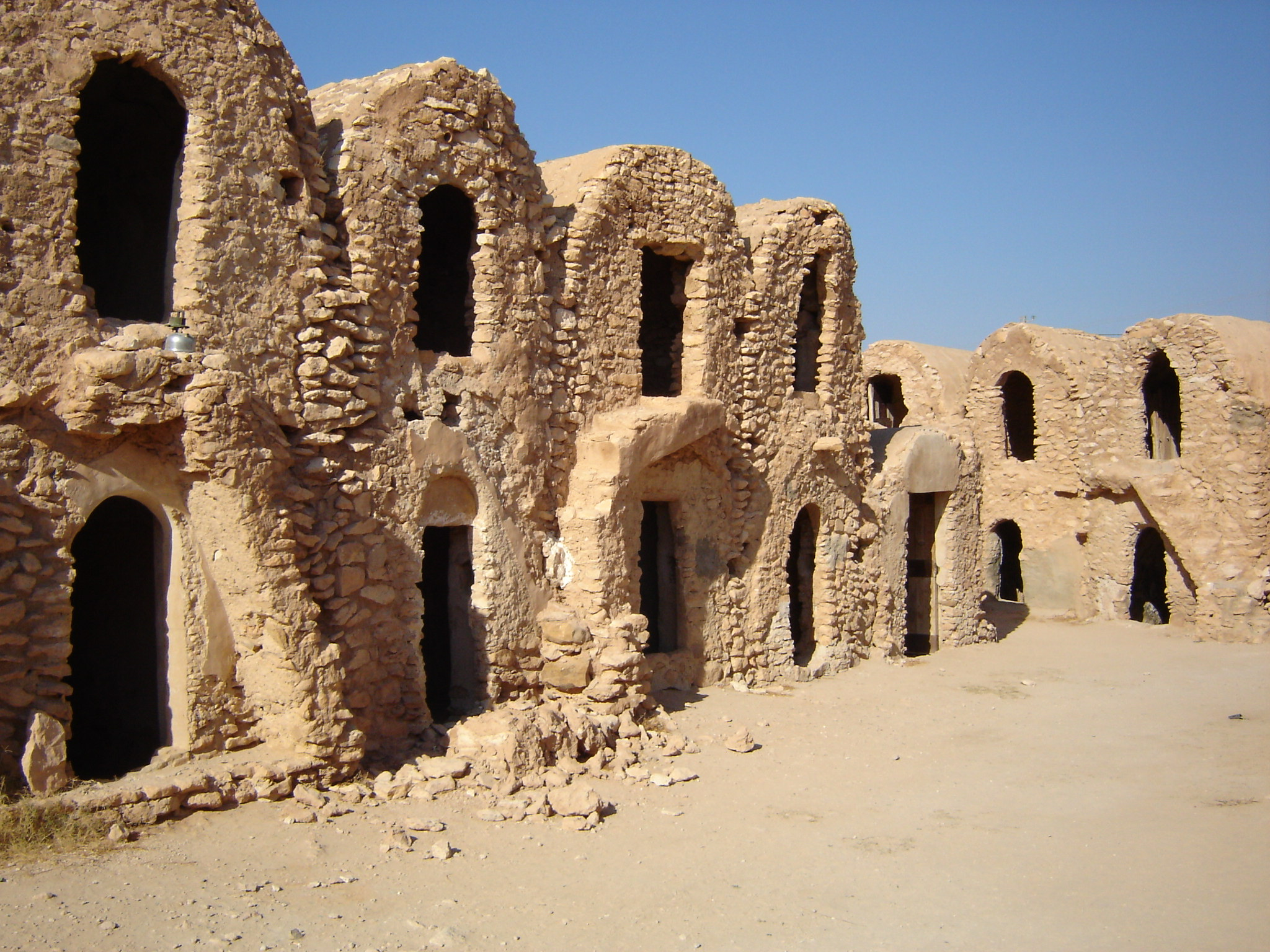
Ksar Haddada

Ksar Haddada oder Ksar Hadada (arabisch قصر حدادة) ist ein Berberdorf mit etwa 1500 Einwohnern im Gouvernement Tataouine im Süden Tunesiens.

## Lage
Ksar Haddada liegt in einer Talsenke des beinahe wüstenartigen Dahar-Berglandes in einer Höhe von ca. 400 m rund 30 km (Fahrtstrecke) nordwestlich von Tataouine.

## Wirtschaft
Die Bewohner früherer Jahrhunderte lebten als Bauern und Viehzüchter in einer halbnomadischen Lebensweise (Transhumanz), die noch bis in die erste Hälfte des 20. Jahrhunderts hinein fortdauerte. Die kleinen Felder erhielten im Winter etwas Regen und wurden bereits im April abgerntet; im Sommer zog man mit dem Vieh in höhergelegene Regionen des Dahar-Berglandes. Seit den 1940er Jahren ist diese Lebensweise – auch wegen des immer regenärmer werdenden Klimas – nach und nach aufgegeben worden. Viele Männer arbeiten in den Städten des Nordens oder auf Djerba; manche haben ihre Familien nachgeholt. Der Ort ist Ende des 20. Jahrhunderts zu einem Touristenziel geworden.

## Geschichte
Wie in nahezu allen von Berbern bewohnten Siedlungen des Maghreb existieren keinerlei Aufzeichnungen zur Geschichte des Ortes. Er dürfte auch als Rast- und Lagerplatz für Handelskarawanen gedient haben.

## Sehenswürdigkeiten
Ksar Haddada besteht aus zahlreichen meist zweigeschossigen Speichergewölben (ghorfa)s, in denen in früheren Zeiten Lebensmittelvorräte (Getreide, Öl, Bohnen, Linsen Datteln etc.), aber auch andere Wertgegenstände (Acker- und Haushaltsgerätschaften, Waffen etc.) der Dorfbewohner gelagert wurden. Die Bauten sind gewölbt, weil – anders als bei den Agadiren Marokkos – Astwerk und Schilf für die Konstruktion von Flachdächern nicht in ausreichendem Maße zur Verfügung stand.

## Sonstiges
In einigen Star-Wars-Filmen diente Ksar Haddada als Filmkulisse für den Ort Mos Espa.

## Umgebung
Etwa 35 km (Fahrtstrecke) südwestlich liegen die Bergdörfer Chenini und Douiret.